# テアブ・ヴァタナク
テアブ・ヴァタナク（Teab Vathanak、1985年1月7日 - ）は、カンボジアのサッカー選手。元カンボジア代表。ポジションはMF、FW。

## 代表歴
クラブチームではミッドフィールダーとして起用されるが、代表ではフォワードとして起用される事が多い。2010 FIFAワールドカップ・アジア予選では2試合に出場した。

## 個人成績
代表でのゴール
| #  | 日附           | 場所         | 対戦相手     | 得点 | 結果 | 大会                          |
| -- | -------------- | ------------ | ------------ | ---- | ---- | ----------------------------- |
| 1. | 2006年11月14日 | バコロド     | ラオス       | 2–2  | 引分 | 2007 東南アジアサッカー選手権 |
| 2. | 2006年11月20日 | バコロド     | 東ティモール | 4–1  | 勝利 | 2007 東南アジアサッカー選手権 |
| 3. | 2007年8月25日  | ニューデリー | シリア       | 1–5  | 敗北 | 2007ネルーカップ              |
| 4. | 2009年5月28日  | ダッカ       | マカオ       | 2–1  | 勝利 | AFCチャレンジカップ2010       |

## タイトル
ナガコープFC
- カンボジア・リーグ: 2007,2009
- フン・セン・カップ: 2013